# Ponte Angostura
A Ponte Angostura é uma ponte pênsil que abrange o rio Orinoco, na Ciudad Bolívar, Venezuela. Construída em 1967, tem um espaço principal de 712 metros. Até a abertura em 13 de Novembro de 2006 da Ponte Orinoquia 100km distante  perto de Ciudad Guayana, foi a única ponte em todo o Orinoco. A concepção da ponte vem do engenheiro guianense Paul Lustgarten (também designer da Ponte General Rafael Urdaneta) e contou com a participação especial do engenheiro Juan Otaola. Ela está localizado a cinco quilômetros de Ciudad Bolivar e Soledad, ligando os estados de Anzoátegui e Bolívar.
Possui um comprimento de 1.678,5 metros, quatro canais de tráfego com uma altura de 17 metros, 14,6 metros de largura, em seu ponto mais alto levanta-se a 57 metros acima do rio, duas grandes torres de aço que apoiar a colocação de cabos medindo 119 m de altura.